# Переа, Брэндон
Брэндон Переа (англ. Brandon Perea, род. 25 мая 1995, Чикаго, Иллинойс) — американский актёр, наиболее известный своей ролью Альфонсо Сосы в сериале «ОА» и ролью Ангела Торреса в фильме «Нет».

## Биография
Родился 25 мая 1995 года в Чикаго, штат Иллинойс, США.
Начал сниматься в кино в 2012 году. С 2016 по 2019 год играл в сериале «ОА».
В 2022 году снялся в научно-фантастическом фильме ужасов Джордана Пила «Нет».

## Фильмография
| Год       | Название                                  | Оригинальное название        | Роль                                        |
| --------- | ----------------------------------------- | ---------------------------- | ------------------------------------------- |
| 2012      | Разберись                                 | Figure It Out                | Камео                                       |
| 2016      | Танцевальный лагерь                       | Dance Camp                   | Кентон                                      |
| 2016—2019 | ОА                                        | The OA                       | Альфонсо «Френч» Соса                       |
| 2017      | American Latino TV                        | American Latino TV           | Камео                                       |
| 2019      | How Far                                   | How Far                      | Уилл                                        |
| 2019      | Oh, Sorry                                 | Oh, Sorry                    | Брэндон                                     |
| 2020      | Роковой патруль                           | Doom Patrol                  | доктор Джонатан Тайм (эпизод «Tyme Patrol») |
| 2021      | Американское восстание                    | American Insurrection        | Эрджей                                      |
| 2022      | Нет                                       | Nope                         | Анхель Торрес                               |
| 2024      | Смерч 2                                   | Twisters                     | Бун                                         |
| 2024      | Большое, отважное, прекрасное путешествие | A Big Bold Beautiful Journey |                                             |